# Ahmed Parsa
Ahmad Parsa (o Ahmed) (1907 -1997) fue un botánico, pteridólogo y profesor iraní. Luego de obtener su doctorado en Francia, retorna a Irán y será el primer profesor de Botánica en Teherán, en 1933. Ayudó a establecer un museo de historia natural con un herbario en Teherán en 1954. Nació en Tafresh, en el centro de Irán. Escribió una obra sobre la flora de Irán, en ocho volúmenes, publicándola entre 1943 y 1959. En ella describe más de 250 nuevas especies. En el volumen 1, cubría las pteridófitas y las gimnospermas.
- La abreviatura «Parsa» se emplea para indicar a Ahmed Parsa como autoridad en la descripción y clasificación científica de los vegetales.[6]